# NGC 5290
NGC 5290 (również PGC 48767 lub UGC 8700) – galaktyka spiralna (Sbc), znajdująca się w gwiazdozbiorze Psów Gończych. Została odkryta 18 marca 1787 roku przez Williama Herschela. Należy do galaktyk Seyferta.